# 加拿大日
加拿大日（英語：Canada Day），中文中常俗稱加拿大國慶節，是加拿大的國慶日，定于每年的7月1日，為一全國公眾假日。此假日是庆祝1867年7月1日加拿大自治領籍《英属北美条约》将英国在北美的三块领地合并为一个联邦，包括加拿大省（今安大略南部和魁北克省南部）、新斯科舍省和新不伦瑞克省。此節日從1867年聯邦化後直到1982年稱為自治领日（Dominion Day；），1982年10月27日加拿大取得完全獨立後改名為加拿大日。

## 歷史

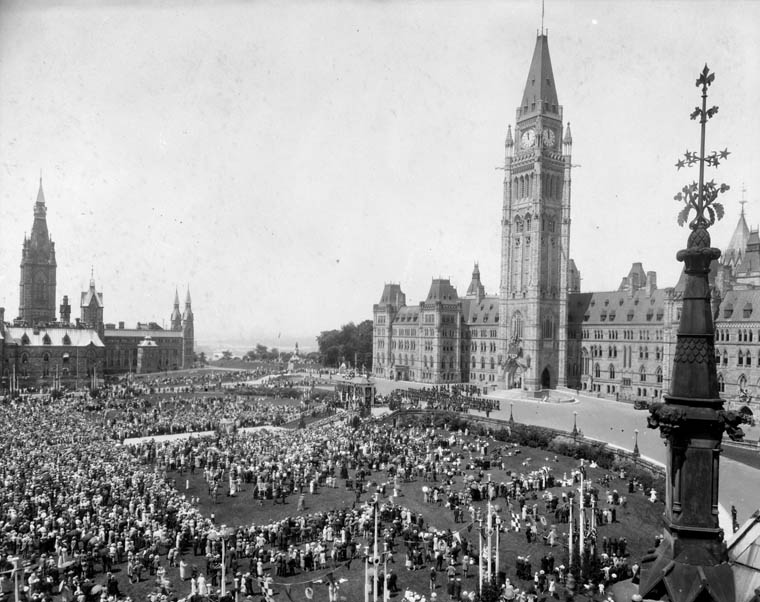
1927年自治領日，民眾聚集渥太華國會山莊慶祝加拿大聯邦成立60周年

1868年6月20日，加拿大總督蒙克子爵（Viscount Monck）發表皇家公告，呼籲加拿大人在當年7月1日慶祝加拿大聯邦成立一周年。然而，聯邦成立紀念日到1879年才正式成為法定假日，並取名“自治領日”。由於英裔加拿大人到20世紀初期仍普遍視自己為英國人，他們當時並未大肆慶祝自治領日。到了1917年（即聯邦成立的金禧紀念），聯邦政府才首度舉行官方慶祝活動。
1946年，來自魁北克的加拿大國會下議院議員科提（Philéas Côté）提出私人草案，建議將自治領日更名為加拿大日。草案獲下議院通過，但在上議院遇到阻力；上議院將草案交回下議院，並建議將節日名稱改為“加拿大國慶日”（The National Holiday of Canada）；建議最終沒有落實。
縱雖如此，到了1980年代部分國民已開始將此節日稱為加拿大日。然而，此名稱仍備受爭議：多名政治人物、作家和記者皆反對將該節日更名，又指此舉是不必要地打破傳統，而部分保守派人士則認為此舉是加拿大自由黨試圖為加拿大歷史重新定義的其中一環。另一方面，支持更名的人士卻認為“自治領日”一名是殖民地時期所遺留下來的過時名詞。
從1946年至1982年間，不同國會議員曾先後數十次提出將自治領日更名，但沒有一次成功，當中來自魁北克自由黨下議院議員赫爾伯特（Hal Herbert）提出的C-201號草案於1980年5月通過首讀後便不了了之。到了1982年7月9日，某議員在議事廳只有13名議員的情況下重提C-201號草案；草案於五分鐘内通過二讀和三讀。雖然當時議事廳内議員數目不足法定人數的20人，但由於沒有議員提出點算人數，因此沒有違反議事規則。草案其後送交上議院：上議員曼寧（Ernest Manning）指更名方案若沒有廣泛民意基礎的話，國民只會將之視為執政黨慢慢侵蝕掉國家豐厚的傳統；自由黨籍上議員麥伊爾雷斯（George McIlraith）雖然不反對將節日更名，但不認同下議院倉猝通過議案，認為更名過程應以更具威嚴的方式進行。上議院於1982年10月25日三讀通過C-201號草案；法案於兩日後（10月27日）獲得御准，自治領日正式更名為加拿大日。
由於禁止華人移民的《1923年華人移民法案》在当年7月1日生效，加拿大華人從當時起將自治領日视为“僑恥日”而拒絕慶祝，直至到1947年排華法被廢除為止。

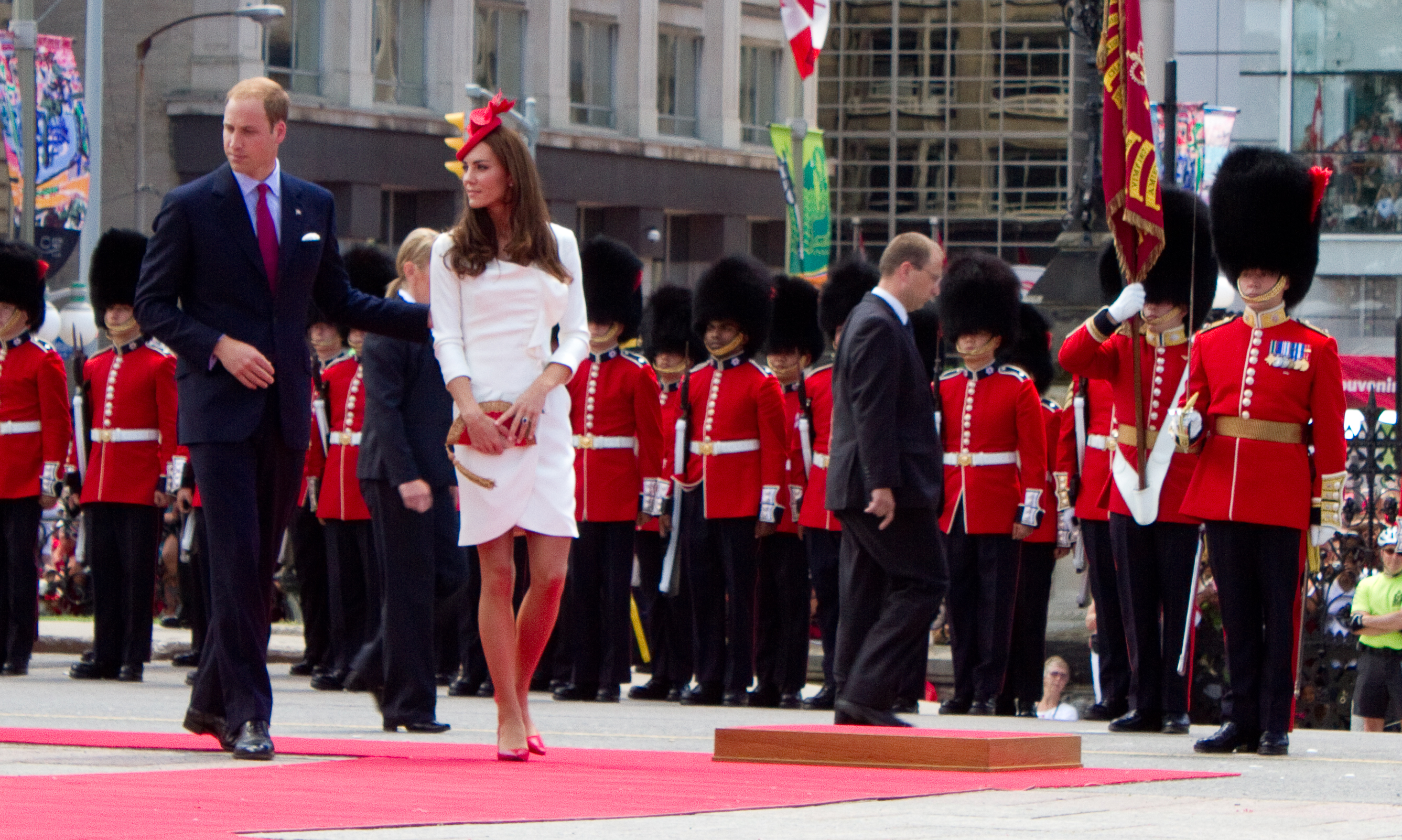
劍橋公爵威廉王子伉儷在渥太華參與加拿大日慶祝活動（2011年）

女王伊利沙伯二世分別於1990年、1992年、1997年和2010年親臨渥太華出席加拿大日慶祝活動。劍橋公爵威廉王子和夫人凱瑟琳則於2011年訪問加拿大期間在渥太華參與加拿大日慶祝活動。

## 慶祝活動

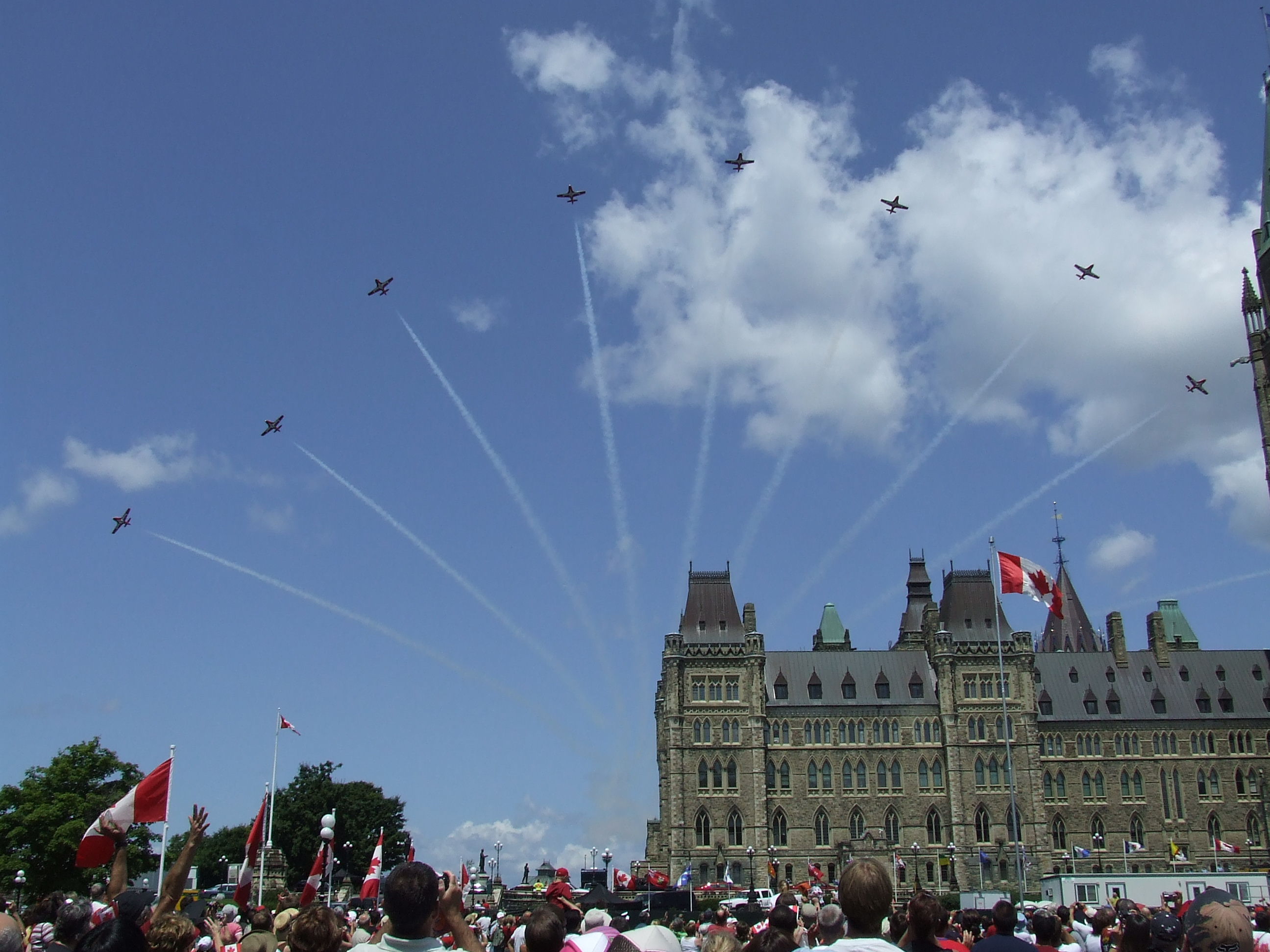
2008年加拿大日，空軍雪鳥飛行團飛越渥太華國會山莊上空

全國大小社區在加拿大日會舉行不同慶祝活動，包括巡遊、嘉年華會、燒烤派對、煙花匯演和戶外音樂會等，而政府亦會為新入籍的公民舉行入籍儀式。此節日並沒有全國通用的固定慶祝模式；牛津大學國際關係學教授威爾許（Jennifer Welsh）就此表示此節日就像奉行聯邦制的加拿大般，慶祝模式隨地區而異。縱雖如此，加拿大日慶祝活動的焦點還歸首都渥太華：國會山莊外圍會舉行音樂會和文化匯演，通常由總督和總理擔任主禮嘉賓，但君主本人或其他皇室成員亦可能會出席或主禮慶祝活動。

## 爭議

### 中華民國(台灣)列入「不歡迎對象」名單
根據加拿大新聞媒體CBC的報導，加拿大保守黨政府曾命其官員刻意冷落一組精選的被排斥的國家，並要求加國各地使團，不要邀請這些國家代表參與7月1日的國慶活動，這些國家被列在加拿大外交部流通的一份「不歡迎對象」（persona non grata）名單上，且每年皆會選出新的名單。CBC聲稱已從另一當地媒體CP取得此名單2013年的版本，該報導也推測2014年的版本和2013年的或許會沒什麼改變，也可能列入俄羅斯。而被列入2013年名單的國家有：北韓、伊朗、敘利亞、斐濟、白俄羅斯、馬達加斯加、幾內亞比索、蘇丹與中华民国。北韓至幾內亞比索等前七者會被列入名單，主要是因為其政府並非由民選產生。蘇丹的狀況則比較特殊，會入選是因為該國部分政治人物，受到國際刑事法庭通緝，但除此之外，其他官員可以被邀請。中华民国（台湾）會在名單上，則是因加拿大不承認“台灣是一個國家”。

#### 後續反應
中華民國外交部發言人高安和北美司司長謝武樵表示，加拿大外交部從沒有對外公布相關資訊，報導所稱的「不受歡迎對象」也是媒體自行加上的，外交部對此相當遺憾。高安：「該報導所稱不受歡迎名單，事實上是媒體報導自行所冠用的說法。報導所稱我國為何列為名單之中，不是因為加國對我們有不滿之處，而是因為加國不承認我國，我們對這樣的報導表遺憾。」
高安指出，台灣和加拿大的雙邊實質關係持續密切發展，例如雙方已在2010年4月簽訂了青年度假打工協定，同年11月加拿大給予中华民国护照持有人免簽證待遇，2013年雙方簽署新航約增加互飛航班，足見雙方的互動頻繁。
至於國慶活動，高安則低調表示，對渥太華的實際情形他並不了解，目前加拿大駐台機構也並未在台舉辦國慶慶祝活動，而是由台灣加拿大商會辦理，準備在月底於臺北市客家文化主題公園舉辦，我方都有應邀參加，但這項活動加國駐台代表與外交部代表都是客人。

### 原住民抗議
2021年5月加拿大原住民寄宿學校舊址發現墳墓，原住民在該年加拿大日遊行，呼籲「取消加拿大日」（＃CancelCanadaDay），獲得不少城市響應或改辦為反思和解活動，原住民組織認為國慶日是殖民統治者的節日，他們表示「我們不會為被盜取的原民土地和生活而慶祝，我們聚在一起，是要紀念那些在加拿大統治之下的犧牲者」，示威者喊著「以加拿大為恥」、「帶他們回家」的口號，希望國家反思過去的殖民歷史。

## 備註
1. ↑  1970年代末期出版的《環球郵報》已有數處用到的字眼[8][9][10][11][12]。

## 外部連結
- Canada day is a national holiday（页面存档备份，存于）